# Ciara Horne
Ciara Horne (Harrow, 17 de septiembre de 1989) es una deportista británica que compite en ciclismo en las modalidades de pista, especialista en las pruebas de persecución, y ruta.
Ganó una medalla de bronce en el Campeonato Mundial de Ciclismo en Pista de 2016 y tres medallas en el Campeonato Europeo de Ciclismo en Pista, en los años 2014 y 2015.
En carretera obtuvo una medalla de bronce en el Campeonato Mundial de Ciclismo en Ruta de 2016, en la prueba de contrarreloj por equipos.

## Medallero internacional

### Ciclismo en pista
| Campeonato Mundial | Campeonato Mundial      | Campeonato Mundial | Campeonato Mundial      |
| Año                | Lugar                   | Medalla            | Competición             |
| ------------------ | ----------------------- | ------------------ | ----------------------- |
| 2016               | Londres ( Reino Unido)  | Medalla de bronce  | Persecución por equipos |
| Campeonato Europeo |                         |                    |                         |
| Año                | Lugar                   | Medalla            | Competición             |
| 2014               | Baie-Mahault ( Francia) | Medalla de oro     | Persecución por equipos |
| 2015               | Grenchen ( Suiza)       | Medalla de oro     | Persecución por equipos |
| 2015               | Grenchen ( Suiza)       | Medalla de bronce  | Persecución individual  |

### Ciclismo en ruta
| Campeonato Mundial | Campeonato Mundial | Campeonato Mundial | Campeonato Mundial       |
| Año                | Lugar              | Medalla            | Competición              |
| ------------------ | ------------------ | ------------------ | ------------------------ |
| 2016               | Doha ( Catar)      | Medalla de bronce  | Contrarreloj por equipos |

1. ↑  Compitió en la ronda de clasificación.